# Pennefather
Pennefather – krótka rzeka na dalekiej północy półwyspu Jork Australii, wpływa do Zatoki Karpentaria.
Położenie rzeki w klimacie zwrotnikowym i to blisko oceanu, powoduje że na całej długości poddana jest ona wpływowi otwartego morza. Te warunki lokalne sprawiają, że Pennefather jest bardzo szeroka i głęboka.
Willem Janszoon, uznawany za odkrywcę Australii, dokonał jej odkrycia u ujścia tej rzeki.